# Nacistični novi red
Novi red je bil načrt nemških nacistov za vzpostavitev nemške nadvlade v Srednji in Vzhodni Evropi ter za ozemeljsko razširitev nemškega rajha, kateremu sta teoretsko podlago postavila program Nacionalsocialistične nemške delavske stranke iz leta 1920 ter delo Adolfa Hitlerja Moj boj iz let 1925 in 1926.

## Načrti
Nacisti načrtov za vzpostavitev novega reda niso nikoli sestavili, vendar pa je iz njihovih dokumentov jasno razvidno, kakšno podobo sveta so si zamislili. Želeli so zavladati nad Evropo ter izkoriščati njene gospodarske vire v svojo korist. Vsi evropski narodi bi postali sužnji, Jude in vzhodne Slovane pa so imeli za manjvredno raso, zato bi jih, zlasti njihovo inteligenco, uničili. Hitler je menil, da Judje in Slovani nimajo pravice do življenja, z izjemo tistih Slovanov, ki bi na poljih in v rudnikih delali za Nemčijo. Velika slovanska mesta na vzhodu (Varšava, Moskva, Leningrad - današnji Sankt Peterburg) so želeli razrušiti ter uničiti slovansko kulturo, njihovo glavno industrijo pa prepeljati v Nemčijo. Slovanskim sužnjem bi pustili le toliko hrane, da bi preživeli, Jude pa bi iztrebili iz vse Evrope.
Hitler je bil mnenja, da vedno bolj rastoči nemški narod za svoje preživetje potrebuje vedno več življenjskega prostora, sicer mu grozi, da bo izginil. Ta prostor je Hitler videl na Vzhodu, na ozemlju Poljske in Sovjetske zveze. Življenjski prostor bi bil namenjen naseljevanju Nemcev ter njihovemu prehranjevanju. Vodilni nacisti pa niso imeli skupnih pogledov, kako bi Evropa v novem redu sploh izgledala. Medtem, ko je Hitler na prvo mesto postavljal protiboljševizem, raso in življenjski prostor na Vzhodu, se je drugemu človeku v nacistični stranki, Hermannu Göringu, zdel bolj pomemben pangermanizem – združitev vseh Nemcev v eno državo, vrnitev nemških kolonij, izgubljenih po prvi svetovni vojni, vzpostavitev zavezništva z Veliko Britanijo ter osvojitev Jugovzhodne Evrope kot »veliki gospodarski prostor« (nemško Großraumwirtschaft), ki bi zadovoljil potrebe nemškega rajha po surovinah.

## Priprave na vzpostavitev novega reda
Leto dni po Hitlerjevem prihodu na oblast v letu 1933, se je nemška vojska na skrivaj začela oboroževati. Že 18. decembra 1933 je Hitler odobril ustanovitev vojske, ki bi do leta 1938 štela okoli 300.000 vojakov, marca 1934 pa so se začele priprave za organizacijo letalstva in gradnjo vojnega ladjevja, ki bi sčasoma prerasla okvire versajskih omejitev. Kmalu pa je izbruhnilo rivalstvo med redno vojsko, jurišnimi oddelki (SA - Sturmabteilung) ter zaščitnim vodom (SS - Shutzstaffel), zato je Hitler leta 1934 sklical vodstva vseh treh oboroženih enot ter izrazil željo po močni redni vojski, ki bi bila sposobna  v petih letih obraniti Nemčijo, v osmih pa osvajati nemški življenjski prostor. Takoj, ko so nacisti rešili težave v Nemčiji in utrdili svojo oblast, so se v letih 1937 in 1938 začeli pripravljati na vzpostavitev novega reda v Evropi. Nemška vojska se je leta 1937 začela hitreje oboroževati, za kar je Nemčija potrebovala več surovin, naravnih virov ter delovne sile. V ta namen so nacisti že prej zastavili prihodnjo blaginjo države. V pripravah na osvajalni pohod pa so naleteli tudi na dve notranji oviri. Prva je bil nemški zunanji minister Konstantin von Neurath, ki ni kazal posebnega interesa za nemško agresivno zunanjo politiko, zato ga je Hitler 2. avgusta 1936 zamenjal z direktorjem urada nacistične stranke, Joachimom von Ribbentropom, ki je obljubljal, da bo Veliko Britanijo pridobil na nemško stran. Kljub temu, da mu je načrt spodletel, ga je Hitler zaradi njegove neodločnosti obdržal na zunanjem ministrstvu, saj je tako lahko sam krojil nemško zunanjo politiko. Druga ovira, s katero so se morali soočiti nacisti, preden so lahko začeli vzpostavljati novi red, je bil nemški vojaški vrh, ki ni bil preveč zainteresiran za Hitlerjeve osvajalske ambicije, zato sta Göring in vodja SS Heinrich Himmler s pomočjo nacistične tajne policije Gestapa očrnila generale, ki so ovirali načrt nemške širitve, Hitler pa je februarja 1938 ukinil nemško obrambno ministrstvo ter sam prevzel vlogo vrhovnega vojaškega poveljnika v okviru novega organa Vrhovnega poveljstva oboroženih sil (Oberkommando der Wehrmacht – OKW).

## Vzpostavljanje novih mej

### Avstrija
Prva Hitlerjeva tarča v njegovem osvajalskem pohodu je bila njegova rojstna država Avstrija. Tu je že prej delovala nacionalsocialistična stranka, ki pa je bila zaradi atentata na avstrijskega kanclerja in zaveznika italijanskega fašističnega diktatorja Benita Mussolinija, Engelberta Dollfussa po letu 1934 prepovedana. Novi kancler, krščanski demokrat Kurt von Schuschnigg, se, kljub Hitlerjevim pritiskom, ni želel zbližati z Nemčijo, vendar pa je leta 1936 moral popustiti pritiskom ter z njo skleniti prijateljski dogovor, v katerem je moral tudi obljubiti, da bo zaprte avstrijske naciste osvobodil, iz vrst avstrijske nacistične stranke pa bo imenoval nekatere ministre. Hitler je želel, da bi se dogovor spremenil v formalno združitev Nemčije in Avstrije, čemur pa je von Schuschnigg nasprotoval. Velika mednarodna ovira za Hitlerja je bila odstranjena v letu 1937, ko je Mussolini izjavil, da ga »prihodnost Avstrije ne zanima več«, priložnosti pa se mu je pokazala v začetku leta 1938, ko so se začeli med seboj spopadati zagovorniki in nasprotniki priključitve Avstrije k Nemčiji, med katerimi so bili socialisti, katoliki ter judovska skupnost. Avstrijsko-nemški odnosi so se s tem zelo poslabšali. Hitler je zato avstrijskega kanclerja poklical na zagovor ter ga prisilil, da je v Avstriji uzakonil nacionalsocialistično stranko, za avstrijskega notranjega ministra je moral imenovati nacista Arthurja Seyss-Inquarta, ki je prevzel nadzor nad vso avstrijsko policijo ter varnostnimi silami, za vojnega ministra pa nacista Edmunda Gleise-Horstenaua. Hitler je zahteval tudi izmenjevanje avstrijskega in nemškega vojaškega kadra ter prehod avstrijskega gospodarstva v nemški gospodarski sistem, za kar bi poskrbel nacistični avstrijski minister za finance, Hans Fischböck.
Za priključitev Avstrije k tretjemu rajhu se je Hitler odločal med vojaškim napadom ter mirno potjo. Ljubša mu je bila mirna pot, zato je na sestankih z avstrijskimi nacisti izrazil željo, da bi se Avstrija sama odločila vključiti se v rajh. 9. marca 1938 je avstrijski kancler von Schuschnigg za 13. marec napovedal plebiscit o priključitvi Avstrije k Nemčiji, saj je bil prepričan, da bodo Avstrijci na njem pokazali, da želijo ostati samostojni. Hitler se je ustrašil, da bi na plebiscitu Avstrijci dali podporo samostojnosti, zato je 10. marca ukazal na Bavarskem mobilizirati dva korpusa, ki sta bila v vsakem trenutku pripravljena vkorakati v Avstrijo. Naslednji dan je od von Schuschnigga zahteval, naj plebiscita ne izvede, vendar je ta vztrajal, zato je Göring od avstrijskega predsednika Wilhelma Miklasa zahteval odstavitev von Schuschnigga ter imenovanje Seyss-Inquarta za kanclerja. Miklas ga je ubogal in Seyss-Inquart je postal novi avstrijski kancler. 12. marca so nemške enote brez odpora prestopile avstrijsko mejo, Seyss-Inquart pa je prevzel tudi predsedniška pooblastila ter parlamentu predložil zakon, ki je ukinjal avstrijsko suvereno državo in jo spremenil v »provinco nemškega rajha«. Tudi Hitler je tega dne prišel v Avstrijo, naslednji dan pa v Lienzu podpisal zakon o priključitvi Avstrije k Nemčiji. 16. marca je v Berlinu oznanil, da je z »anšlusom« ustvaril »veliko Nemčijo«. 10. aprila, na dan zadnjih enostrankarskih volitev, je potekal tudi plebiscit o priključitvi Avstrije, pri tem pa so tiste, ki so bili proti združitvi z Nemčijo, zapirali ter jim preprečevali prihod na volišča. Tako je v Nemčiji priključitev »podprlo« 99,08% volivcev, v Avstriji pa 99,75% volivcev.

### Češkoslovaška
Naslednja je bila na vrsti Češkoslovaška, kjer je na območju Sudetov živela močna nemška manjšina, ki je štela okoli tri milijone pripadnikov in si je po prvi svetovni vojni prizadevala, da bi prišla v okvir Nemčije, vendar pa so v novi versajski ureditvi Evrope postali del novonastale Češkoslovaške države. Sudetski Nemci so se zato politično organizirali ter zahtevali enake pravice, kot so jih uživali Čehi in Slovaki. V tridesetih letih so tako ustanovili svojo stranko pod vodstvom Konrada Henleina, ki pa v svojih zahtevah ni bila uspešna. Henlein se je s svojimi neuspehi vedno bolj približeval nemškim nacistom. Z njim se je Hitler sestal marca 1938 ter od njega zahteval, naj zaostri odnose s češkoslovaško vlado, da bi izzvali spopad. Hitler je želel, da bi spor prerasel v vojno med Nemčijo in Češkoslovaško, vendar pa si sudetski Nemci vojne niso želeli. Je pa Henlein Hitlerja upošteval in  zato je njegova Sudetska nemška stranka (SdP) 24. aprila objavila program, v katerem je zahtevala enakopravnost tako Nemcev kot Čehov ter avtonomijo Sudetov. Češkoslovaška vlada je program SdP zavrnila, kar je pripeljalo do češkoslovaške krize. Hitler je resno razmišljal o vojni, na češkoslovaški meji je okrepil obrambo, delal je načrte za uničenje češkega upora, za datum napada na Češkoslovaško pa je določil 1. oktober 1938. Z zaostrovanjem krize sta se v dogajanje zapletli tudi češkoslovaška zaveznica Francija ter Velika Britanija, ki je pod pokroviteljstvom Društva narodov tja poslala svojo komisijo, da bi skupaj prišli do rešitve, s katero bi bili sudetski Nemci zadovoljni, Čehom pa se ne bi bilo treba bati, da bodo izgubili svojo suverenost. Vendar pa je Hitler Henleinu ukazal, da mora predloge komisije zavrniti. Nasilje v Sudetih je izbruhnilo po 12. septembru 1938, ko je Hitler imel svoj govor o »češki nevarnosti«, vlada pa je razglasila obsedno stanje za vse sudetske dežele. Dva dni pozneje se je britanski premier Neville Chamberlain želel v Nemčiji sestati s Hitlerjem, da bi se z njim osebno pogovoril o sudetskem vprašanju. Stekla so pogajanja med Nemčijo in Veliko Britanijo, ki so se končala s podpisom Münchenskega sporazuma 30. septembra 1938, s katerim so sudetskim Nemcem priznali pravico do samoodločbe, kar je pomenilo, da bodo Sudeti postali del rajha. Vendar pa Hitler samo s Sudeti ni bil zadovoljen in si je želel podrediti celotno državo, ki jo je nameraval razbiti. Zato je navezal stik s slovaškimi nacionalisti in njihovim vodjo Jozefom Tiso, ki je 14. marca 1939 pod Hitlerjevim pritiskom razglasil neodvisnost Slovaške. Naslednji dan se je Hitler sestal še s češkoslovaškim predsednikom Emilom Háchom ter mu zagrozil z bombardiranjem Prage, če ne bo priznal nemškega protektorata nad Češko in Moravsko ter slovaške samostojnosti. Hách ni želel, da bi bila češka prestolnica uničena, zato se je odpovedal samostojnosti. Kmalu zatem so nemške enote prestopile češkoslovaško mejo ter zasedle Prago, s tem pa češkoslovaške ni bilo več.

### Poljska
Po prvi svetovni vojni je novoustanovljena država Poljska dobila koridor, s katerim je imela dostop do morja, pristaniško mesto Danzig pa je postalo svobodno mesto pod upravo Društva narodov. Večina prebivalcev mesta je bila Nemcev in zato je leta 1933 tamkajšnja nacistična stranka dobila večino v senatu. Hitler je Danzig želel znova priključiti k Nemčiji in preko njega navezati kopno povezavo z Vzhodno Prusijo, ki je bila od preostale Nemčije ločena s poljskim koridorjem. Že 5. januarja 1939 je Hitler v Berlin povabil poljskega zunanjega ministra Jósefa Becka, da bi se z njim dogovoril o gradnji eksteritorialne železniške in cestne povezave z Vzhodno Prusijo, ki bi tekla skozi poljski koridor, Danzig pa bi znova pripadel Nemčiji. Beck se o tem ni hotel pogajati in Hitlerju ni preostalo drugega, kot da se zateče k vojni. Nemški prebivalci Danziga so se postavili na stran svoje matične dežele, njihovi časopisi so bili polni protipoljske propagande, ki jo je vodil nemški minister za propagando Joseph Goebbels, v pristanišču pa so tudi ovirali poljske pristaniške in carinske uradnike, ki so nadzorovali pretok poljskega blaga. Ob pripravah na vojno se je Hitler resno ustrašil, da bo Sovjetska zveza z zahodnimi državami ponovno sklenila zvezo, kakršno je sklenila carska Rusija med prvo svetovno vojno. Zato je začel pogajanja s Sovjetsko zvezo, kar je privedlo do podpisa nemško-sovjetskega pakta o nenapadanju s tajnimi določili o delitvi Poljske, ki je bil sklenjen 23. avgusta 1939. Po zaigranem poljskem napadu na nemško obmejno postojanko v Gleiwitzu, ki ga je organiziral SS, so nemške sile 1. septembra 1939 zjutraj napadle Poljsko. 17. septembra je vzhodno poljsko mejo prestopila tudi Rdeča armada. Varšava se je vdala 27. septembra, 5. oktobra pa je bil strt še poslednji upor. Poljske ni bilo več, začela pa se je druga svetovna vojna.

### Napad na Zahod
Nemški napad na Poljsko je spodbudil Francijo in Veliko Britanijo, da sta 3. septembra 1939 napovedali vojno Nemčiji. Ker pa se je Hitler bal, da bi dogodki v Skandinaviji (vojna med Finsko in Sovjetsko zvezo) ogrozili nemške položaje na severu, saj je obstajala nevarnost, da bi Francija in Velika Britanija, ki sta podpirali Finsko, lahko zasedli Skandinavijo. Poleg tega bi z zasedbo Norveške Nemčija zavarovala uvoz železove rude iz nevtralne Švedske, pridobila pa bi tudi dolgo obalo, iz katere bi lahko napadala zahodnoevropske države. Tako je nemška vojska 9. aprila 1940 začela napad na Dansko in Norveško. Danska se nemškim silam ni upirala, Norvežani pa so se okupaciji uprli, vendar pa so do konca aprila Nemci zavzeli že večino Norveške, ki se je nato 10. junija 1940 predala.
Ko je bil Sever zavarovan, so se Nemci lahko usmerili proti Zahodu. Svoj pohod so začeli 10. maja 1940, ko so napadli Nizozemsko, nato Belgijo, Luksemburg in na koncu še Francijo. Ta je 17. junija prosila za premirje, ki je bilo sklenjeno 22. junija. Francijo so razdelili na dva dela: severna in zahodna obala sta prišli pod nemško okupacijo, južna Francija pa je s sedežem v Vichyju postala nemška satelitska država. Po francoskem porazu se je na Zahodu Hitlerjevi Nemčiji upirala le še Velika Britanija. Hitler jo je sklenil najprej poraziti z letalstvom, nato pa bi prišlo tudi do pomorske invazije. Nemški napadi na Veliko Britanijo iz morja in zraka so se začeli poleti 1940, vendar pa je Hitler v tej bitki zaradi britanske uspešnosti (Britanci so med drugim uporabljali tudi radar), bil neuspešen in je v drugi svetovni vojni doživel svoj prvi poraz.

### Napad na Sovjetsko zvezo
O tem, kako bo nemški narod zavzel vzhodna ozemlja (pri tem je mislil na Sovjetsko zvezo), je Hitler pisal že v svoji knjigi Moj boj. Ozemlja na Vzhodu je videl kot življenjski prostor združene arijske rase, ki brez njega ne bi obstala. Vzhodna ozemlja bi bila tako strateško kot gospodarsko pomembna, saj bi po nemški poselitvi Vzhoda ta ozemlja bila namenjena prehranjevanju nemškega rajha, prav zato pa bi ga bilo treba tudi braniti. Svoje agresivne načrte je opravičeval z dejstvom, da je socialistična revolucija v Rusiji uničila višji sloj, ki je bil germanskega izvora ter da zavezništvo s tedanjo Sovjetsko zvezo ne bi prišlo v poštev, saj je vojna med boljševiki in Nemci neizogibna, če pa pride do nje, bodo boji potekali na nemških tleh. Nemčija bi bila tako povsem uničena. Sovjetska zveza je morala v vsakem primeru biti uničena, saj je predstavlja tudi nevarnost, da bi nemški komunisti znova poskušali izvesti socialistično revolucijo.
Napad na Sovjetsko zvezo, imenovan operacija Barbarossa, je tako Hitler pripravljal v maju 1941, vendar pa je zaradi upora v Jugoslaviji in pomoči Mussoliniju v Grčiji, moral najprej posredovati na Balkanu in je bil prisiljen napad na Sovjetsko zvezo odložiti za štiri tedne. Nemcem je predvsem koristila Stalinova prepričanost, da si Hitler ne bo še tako kmalu drznil prelomiti nemško-sovjetskega nenapadalnega pakta in je, da ne bi izzval vojne, odlašal z mobilizacijo, opozorila svojih obveščevalcev ni upošteval, nemških vojakov, ki so pred samim napadom prebežali na sovjetsko ozemlje in prinesli opozorila o namerah nemške vojske, pa ni jemal resno, saj je mislil, da gre za zavajanje. Tako so lahko nemške oborožene sile ter njihovi zavezniki 22. junija 1941 zjutraj začeli napad na Sovjetsko zvezo, ki je bil za Rdečo armado pravi šok. Začel se je največji spopad v zgodovini, v katerem je Hitler želel v prvi fazi pridobiti ozemlja do Urala, nato pa bi nadaljeval tudi v notranjost Sovjetske zveze. V primeru zmage bi območje baltskih držav, ki jih je leta 1940 Stalin vključil v Sovjetsko zvezo, bilo priključeno k Nemčiji, medtem, ko bi Finsko previdno anektirali ter jim prepustili območje Leningrada (danes Sankt Peterburg), ki bi ga porušili do tal. Z območja Krima bi izselili vse domače prebivalstvo, na njihove domove pa bi naselili Nemce, naftna polja na območju Bakuja pa bi postala nemška koncesija. Na nemškem zasedenem ozemlju bi samo Nemci lahko nosili orožje, rusko prebivalstvo pa bi ustrahovala policija z blindiranimi vozili, Göring pa je tudi predlagal, da bi v primeru upora uporniška območja bombardirali, kdor pa bi nasprotoval Nemcem, bi bil ustreljen. Vendar pa se je kasneje vojna sreča obrnila na stran Rdeče armade, ko je nemška vojska v začetku februarja 1943 kapitulirala pred Stalingradom. Rdeča armada je sedaj prešla v ofenzivo, hkrati pa se je tudi vojna sreča na preostalih frontah nagnila na stran zaveznikov. Hitlerjev novi red je povezal prebivalce Evrope, kot še niso bili povezani nikoli prej, vendar pa ne tako, kot bi si sam želel. Evropski narodi, skupaj z Američani in prebivalci britanskih in francoskih kolonij in dominionov, so se namreč povezali proti njemu. Do spomladi leta 1945 je bil nemški rajh poražen, z njegovim propadom pa so propadli tudi načrti za vzpostavitev novega reda.

## Rasni novi red
Nacistični cilj v drugi svetovni vojni je bil ohraniti čisto »arijsko raso« ter uničenje ali zasužnjenje »manj vrednih ras«, v katere so prištevali Jude, Rome in Slovane. Hitler je bil mnenja, da bi v primeru, ko bi eden od staršev pripadal višji, drugi pa nižji rasi, bil otrok še zmeraj štet za superiornega, vendar ne tako, kot njegov starš. Zato bi se moralo ločevati med močnejšimi in šibkejšimi, na svetu pa bi morali vladati močnejši. Pri tem je mislil na Arijce, ki so, po njegovem mnenju, bili prvotni nosilci kulture in civilizacije.
Nacisti so za svojega poglavitnega sovražnika označili Jude, ki naj bi po njihovem mnenju bili krivci za vse, kar se je slabega dogajalo v Nemčiji in po svetu, oni pa naj bi tudi širili komunizem. Hitler Jude označuje kot »parazitski« narod, brez države in kulture, ki se je svojih veščin učil pri drugih narodih, sam pa deluje na ravni »črednega nagona«, kot živali. Ker so Judje v tem času brez določene države, jih ima za last narodov, v katerih državah prebivajo. Jude tudi nima za versko skupnost, pač pa nanjo gleda kot na raso, ki je svetu zagospodovala s prilagajanjem in lažjo. Na teh svojih prepričanjih je Hitler tudi gradil nemški rajh ter novi red. Že ob prihodu na oblast leta 1933 so nacisti začeli s procesom »arianizacije«, katerega cilj je bil izločitev Judov iz nemškega gospodarstva. Tako so judovske lastnike lokalov, trgovin ter pripadnike svobodnih poklicev izvajali pritisk, da svoje obrti prepustijo Nemcem, pri tem pa so se posluževali bojkotov in groženj, judovski lokali pa tudi niso prejemali javnih ali uradnih naročil. Podjetja v nemški lasti so se morala znebiti vseh direktorjev in delničarjev, ki so bili po poreklu Judje. Temu je sledilo tudi razlaščanje Judov ter jemanje njihovega zlata, srebra in nakita, s katerim so nato financirali vojno, ki so jo začeli leta 1939. Samo nemškim Judom so v času svoje vladavine nacisti zaplenili okoli osem milijard mark premoženja. SA je nad judovsko skupnostjo izvajala nasilje s pretepanjem, ustrahovanjem, paradami, sramotilnimi napisi ter razbijanjem izložb. V letu 1935 je nacistična stranka sprejela ti. »Nürnberške zakone«, v katerih je nemškim Judom odrekla državljanstvo in jim prepovedala, da bi se poročali z etnično čistimi Nemci. Judje, pa tudi pripadniki drugih nenemških narodov, ki so imeli spolne stike z Nemci, so kaznovali s sramotenjem in izgonom v koncentracijsko taborišče, med vojno pa so jih usmrtili. V Nürnberških zakonih so tudi jasno opredelili, koga bodo obravnavali za Juda, je to bil vsak, ki je imel dva judovska stara starša, ki je bil pravoveren Jud, ki se je poročil s pripadnikom judovske skupnosti ali pa je bil potomec tega zakona. Nasilje nad nemškimi Judi pred vojno je doseglo vrhunec v ti. »kristalni noči«, ko so na odgovor na atentat na nemškega veleposlanika v Parizu, ki ga je novembra 1938 organiziran francoski Jud, nacisti napadli in oplenili judovske trgovine in verske objekte, pri tem pa so zaprli 20.000 Judov, 90 so jih ubili, 7.500 judovskih trgovin in delavnic je bilo uničenih, tristo sinagog pa je bilo požganih. S prvimi osvojitvami so nacisti svojo antisemitsko politiko izvažali tudi v okupirane dežele. Že po priključitvi Avstrije leta 1938 so iz Dunaja izgnali Jude, minister za propagando in pristojni za Berlin, Joseph Goebels, pa je zahteval, da bi Judov dokončno očistili tudi Berlin. Hkrati so potekala tudi pogajanja s Poljsko in Romunijo o izgonu Judov, vendar pa je Hitler želel Jude pregnati iz vse Evrope. Kot potencialni novi domovini Judov sta bila mišljena Madagaskar, kar so pangermanisti zagovarjali že desetletja, pripadnik SS in eden glavnih organizatorjev holokavsta, Adolf Eichmann, ki je tudi vodil leta 1938 ustanovljen Centralni urad za izseljevanje Judov, pa je predlagal ustanovitev judovske države v Palestini, čemur pa je nemško zunanje ministrstvo nasprotovalo. V načrtih, imenovanih tudi »dokončna rešitev judovskega vprašanja«, so nacisti tudi želeli 11 milijonov evropskih Judov preseliti na Vzhod, kjer bi jih najprej uporabljali kot suženjsko delovno silo, medtem pa bi jih postopoma iztrebili. V ta namen so zgradili tudi okoli trideset koncentracijskih taborišč, ki pa so bila uničevalna, s plinskimi celicami in krematoriji, od teh je najbolj znano taborišče Auschwitz-Birkenau na Poljskem. V vseh taboriščih so nacisti med vojno pobili okoli sedem milijonov ljudi, od tega pa samo milijon žrtev ni bilo Judov. Ob okupaciji Poljske leta 1939 so nemške okupacijske oblasti v gete naselile tri milijonov Judov. Od vzpostavljenih getov je najbolj znan varšavski geto, ki je bil med vstajo leta 1943 zravnan z zemljo.
Tudi na Slovane so nacisti gledali kot na manjvredno raso. V prvih mesecih napada na Sovjetsko zvezo so nacistični veljaki, vključno s Hitlerjem, trdili, da se na Vzhodu ne borijo proti ljudem, pač pa proti »divjim zverem«. Že 13. maja 1941 je Hitler tudi izdal »Odlok o izvajanju pristojnosti vojaških sodišč na območju operacije Barbarossa in o posebnih ukrepih enot«, kjer je določil stroge povračilne ukrepe zoper sovjetske napade na nemške enote, vojne zločine, ki bi jih nemški vojaki zagrešili zoper civilno prebivalstvo, pa se ne bi kaznovalo, kar bi bilo maščevanje boljševizmu, ki je v zakrivil nemški poraz leta 1918, povojno krizo v Nemčiji ter boj proti nacističnemu gibanju. Slovani so v novem redu imeli mesto sužnjev arijski rasi. Poljska bi bila nemška kolonija, Poljaki pa bi za Nemce opravljali razna dela. Iz vzhodne fronte so ruske vojne ujetnike Nemci uporabljali za suženjsko delovno silo v tovarnah, v rajh pa so za delo pripeljali tudi otroke ter ženske, ki bi razbremenile nemško gospodinjo, vendar pa so večinoma tudi one delale v tovarnah ali na poljih. Samo iz Sovjetske zveze so pripeljali okoli tri milijone prisilnih delavcev. Nacisti so v svojih načrtih sicer želeli zasužnjiti vse ostale evropske narode, pri tem pa so najslabšo vlogo namenili ravno Slovanom, ki so jih označili za »izmeček človeštva« ter se do njih tako tudi obnašali, saj so prisilni delavci iz zahodnih okupiranih dežel imeli bistveno boljši položaj, kot pa delavci, katere so pripeljali z Vzhoda. Nacisti so želeli v novem redu imeti slovansko populacijo pod nadzorom. Bali so se, da bi se Slovani preveč namnožili, zato so jim preprečevali cepljenje ter od njih pričakovali uporabo kontracepcijskih sredstev. Vsakemu slovanskemu narodu pa so nacisti namenili drugačno usodo. Poljaki so bili namenjeni neumnim sužnjem brez inteligence ter indoktrinirani, da so njihovi gospodarji Nemci. Za češki narod so predvideli, da bi jih pri življenju pustili le polovico, ki bi jo odpeljali na suženjsko delo v Nemčijo in jo asimilirali, drugo polovico pa bi pobili. Rusi in Ukrajinci so bili mišljeni za delo. Ob obisku zasedene Ukrajine leta 1941 je Göring izjavil: »Ne bomo hranili lačnih ust. Kdor bo delal, bo delal za rajh, ostali bodo umrli. Kdor bo ostal živ, bo delal, dokler ne bo sam umrl«.
Poleg judovskega in slovanskega vprašanja so obravnavali tudi stanje nekaj temnopoltih nemških državljanov, ki so prihajali iz nekdanjih nemških kolonij. Tem so priznali nemško državljanstvo, vendar so jim prepovedali, da bi imeli spolne stike z Nemci, leta 1937 pa so tudi prisilno sterilizirali okoli 600 otrok Nemk, ki so med francosko okupacijo Porurja leta 1923 imele spolne odnose s temnopoltimi francoskimi vojaki. Hitler je k nižji rasi prišteval tudi Francoze, ki so s svojim kolonializmom v Afriki »zastrupili« svojo kri s pripadniki nižjih afriških ras in so zdaj na nižji stopnji, kot so bili »čistokrvni« Francozi v preteklosti. Izginotje so napovedali tudi Romom, katere so imeli za živali. Zapirali so jih v koncentracijska taborišča, kjer so jih načrtno uničevali ter jih prisilno sterilizirali. Največji pomor Romov se je zgodil 2. avgusta 1944 v Auschwitzu, kjer so v enem večeru usmrtili okoli 3.000 Romov.

## Gospodarski novi red
Poleg političnega in rasnega novega reda je nemški minister za gospodarstvo Walter Funk leta 1940 začel načrtovati tudi »gospodarski novi red«. Proizvodnjo zasedenih dežel bi koristila Nemčija, nemška marka bi postala evropska glavna valuta, londonski City, ki je takrat bilo eno vodilnih svetovnih finančnih središč, pa bi zasenčilo berlinsko finančno središče. Vendar pa »korenine« gospodarskega novega reda izvirajo še iz predvojnega obdobja. Med pripravami na vojno so nacisti svoje gospodarstvo podredili svojim osvajalskim načrtom. V letu 1934 je nemški gospodarski minister dr. Hjalmar Schacht izdelal Novi načrt, ki bi Nemčijo rešila gospodarske krize. Novi načrt je predvideval, da bi vlada na prvo mesto postavila industrijo ter hkrati znižala socialne stroške. Schacht je predvideval tudi vzpostavitev trgovinskih sporazumov, ki bi bili strogo nadzorovani. Njegov načrt je dosegel, da je do leta 1936 nemško gospodarstvo začelo okrevati. Vendar pa to za Hitlerja ni bilo dovolj, zato je dr. Schachta v istem letu zamenjal z Göringom, ter mu zadal nalogo, naj v štirih letih spremeni nemško gospodarstvo v samooskrbno z namenom, da Nemčija v primeru gospodarske blokade, kakršno je med prvo svetovno vojno izvajala antanta, ne bi bila prizadeta. Tako se je Göring lotil Štiriletnega načrta, s katerim je želel doseči samooskrbo na področju kmetijstva in industrije. Tako je ustanovil organ za prehrano, imenovan Reichsnährstand, s katerim je nadzoroval kmetijsko proizvodnjo. Kmetom je ukazoval, kaj lahko sadijo ter določal cene za njihove pridelke, hkrati pa je dajal tudi subvencije, ki je kmete pripravil, da so pridelali več pridelkov. Načrt je predvideval tudi strožji nadzor nad uvozom, spodbujal je pridobivanje surovin za pridelavo umetnih surovin, kot je bilo oglje za izdelavo umetnega olja in gume ter želoda za izdelovanje umetne kave, ter dal zgraditi ogromne industrijske objekte, ki so dobili ime po njem in so se ukvarjali z rudarjenjem in kovinarstvom. Iz delovnega procesa so bili izključeni Judje, ženske, ki so opravljale določen poklic, pa so bile odpuščene, saj je njihova nova naloga bila reprodukcija.
Težava pri štiriletnem načrtu pa je bila ta, da je njegov načrtovalec Göring predvideval, da bo Nemčija začelo vojno šele leta 1944, zato so nacisti pri vzpostavljanju gospodarskega novega reda improvizirali. V vseh okupiranih državah so zaplenili tovarniške stroje in surovine, s tem pa so uničili tamkajšnje gospodarstvo. Alternativo so našli v tem, da so zasegli le del proizvodnje. Podjetja so tako proizvajala za Nemčijo, ta pa jim je plačevala z vrednostnimi papirji sumljive vrednosti. Red je vzpostavil šele prihod Alberta Speera na mesto ministra za oboroževanje leta 1942.
Poleg tega so Nemci nazaj v rajh iz okupatorskih dežel prinašali razna bogastva, ki so jih naropali na svojem pohodu. Göring je bil tudi mnenja, da je treba Sovjetsko zvezo »temeljito izropati«, in je 1942 ukazal prinesti nazaj v rajh vse, kar bi koristilo nemškemu narodu. Ta ukaz je veljal za celotno okupirano Evropo, ki je morala nemškemu rajhu plačevati okupacijske stroške, ki so do februarja 1944 znašali 12 milijard, ob koncu vojne pa 15 milijard dolarjev. Tako so v rajh pošiljali raznorazno blago, delovno silo, denar, zlato. Iz Sovjetske zveze so v letu 1943 odpeljali 9 milijonov ton žita, dva milijona ton krme, tri milijone ton krompirja, 662.000 ton mesa, med leti 1941 in 1943 pa so skupaj odpeljali 9 milijonov goved, 12 milijonov prašičev ter 13 milijonov ovac. Iz okupirane Francije pa so odpeljali devet milijonov ton žita, 75% vsega pridelka ovsa, 80% olja ter 74% jekla. Nacisti so kradli denar, nakit in umetnine. Nemčija je izkoriščala industrijo zasedenih dežel in suženjsko silo. Tako je novembra 1944 za Nemčijo delalo sedem milijonov in pol tujih civilistov. Mladi prebivalci okupiranih dežel so se morali javiti na železniški postaji, od koder so jih z vlaki odpeljali v Nemčijo. Ker pa se nekateri pozivu niso odzvali, so se okupatorji posluževali nasilja in so pripadnike starostne skupine, določene za delo v Nemčiji, večkrat prijeli na mestih, kjer so se ti zbirali, kot so kinodvorane in nogometne tekme.

## Vpliv novega reda na Slovenskem
Nemčija je Jugoslavijo napadla 6. aprila 1941, jugoslovanska kraljeva vojska pa se je do 17. aprila predala. Sledilo je razkosanje Jugoslavijo in Slovenije, med katerim si je Nemčija zase pridržala Štajersko in Gorenjsko, katere so želeli priključiti k rajhu, do formalne priključitve pa ni nikoli prišlo. Zasedena slovenska območja so preuredili v dve upravni enoti: Spodnja Štajerska in Zasedena področja Koroške in Kranjske. Na obeh upravnih enotah so uvedli civilno upravo, katere šefa sta bila podrejena neposredno Hitlerju. Slovenskemu narodu na nemškem okupacijskem ozemlju je bila namenjena smrt. Hitler je osebno ukazal šefoma civilne uprave, da morata ponemčiti Štajersko in Gorenjsko. To bi izvedli z izganjanjem Slovencev in priseljevanjem Nemcev, tiste Slovence, ki bi ostali, pa bi jih ponemčili. V skupino za ponemčevanje so šteli skupino, ki so jo imenovali Vindišarji. Ti naj bi bili na silo poslovanjeni Nemci, katere je treba zopet germanizirati. V ta namen so organizirali nemške tečaje in šolstvo, za prebivalstvo pa je  bilo tudi obvezno članstvo v nacističnih organizacijah, prepovedali pa so slovenske organizacije, literaturo in tisk. Vendar pa jim izseljevanje Slovencev in naseljevanje Nemcev ni teklo tako, kot so si zamislili, jim je pa iz Štajerske uspelo pregnati slovensko inteligenco. Tako so v prvem valu leta 1941 v Srbijo preselili okoli 7200 Slovencev, septembra je bilo v Neodvisno državo Hrvaško namenjeno 10.000 Slovencev, med oktobrom 1941 in julijem 1942 pa so v Nemčijo iz območja italijansko-nemške okupacijske meje preselili še 37.000 Slovencev. Na njihove domove so želeli naseliti kočevske Nemce, ki so po kapitulaciji Jugoslavije pristali na italijanskem zasedbenem ozemlju. Med novembrom 1941 in januarjem 1942 so na nemškem zasedbenem območju naselili okoli 11.800 kočevskih Nemcev, katere so prej rasno pregledali. Svojega raznarodovalnega načrta pa do konca vojne niso uspeli uresničiti, saj jih je pri tem oviral partizanski upor.